# Arboretum d’Antsokay

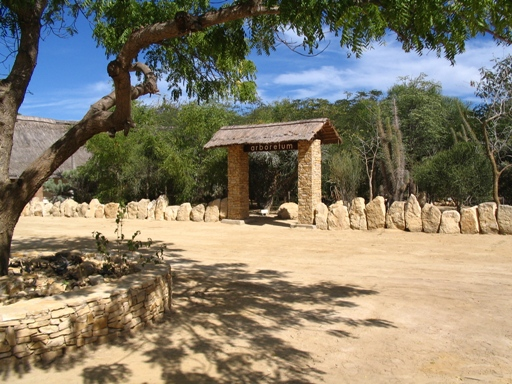
Eingang zum Arboretum 2009.

Das Arboretum d’Antsokay (Antsokay Arboretum) ist ein Botanischer Garten in der Nähe der Stadt Toliara in Madagaskar. Etwa 900 Pflanzenarten werden in dem Arboretum angebaut, 90 % davon sind endemisch in Madagaskar und 80 % davon haben medizinischen Nutzen; viele sind von der Ausrottung bedroht.
Das Arboretum d’Antsokay arbeitet in Naturschutzprojekten mit der Organisation der Royal Botanic Gardens Kew, dem World Wide Fund for Nature (WWF), und dem Critical Ecosystem Partnership Fund (CEPF) zusammen.

## Geographie

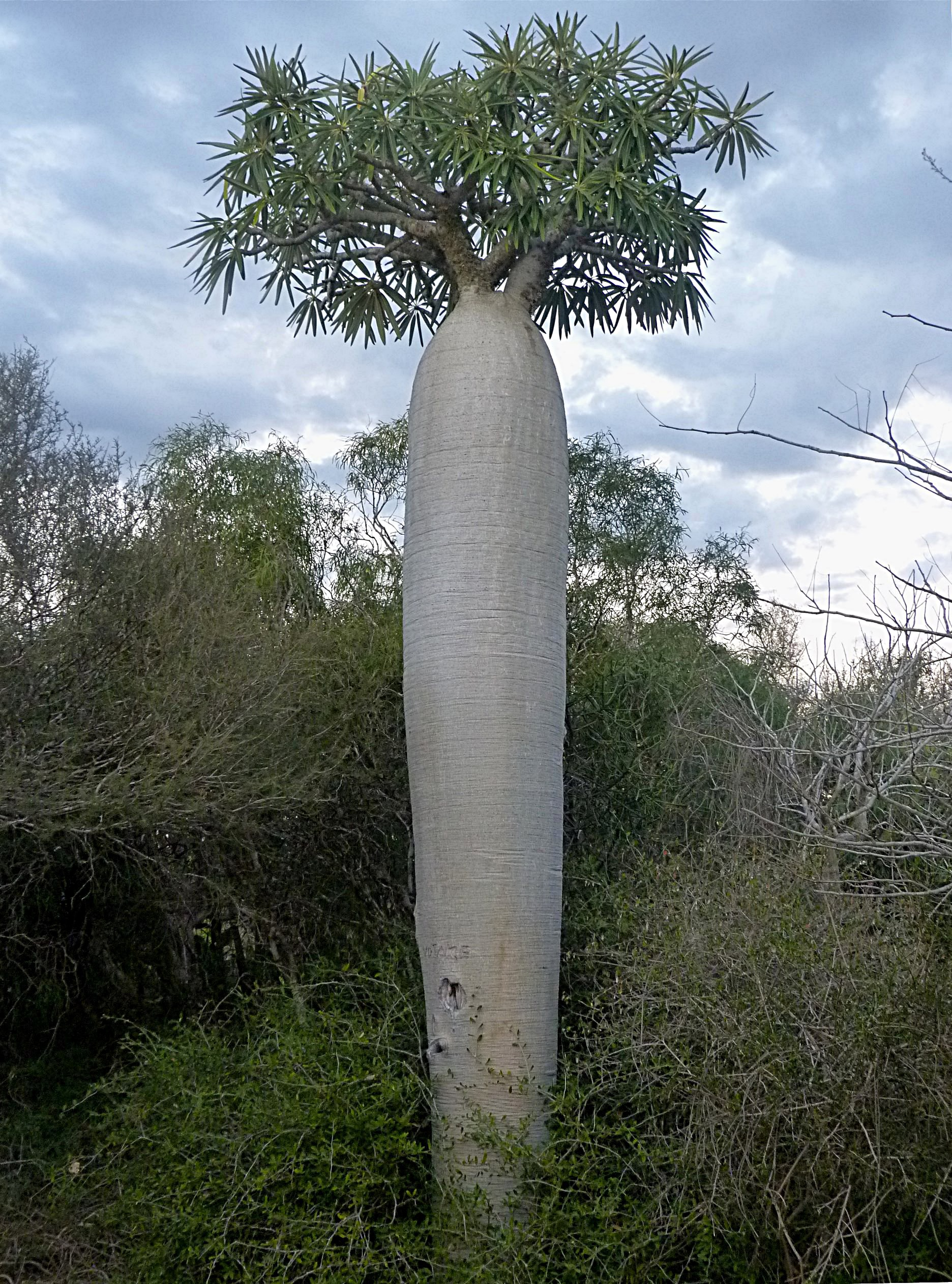
Pachypodium im Arboretum, 2012.

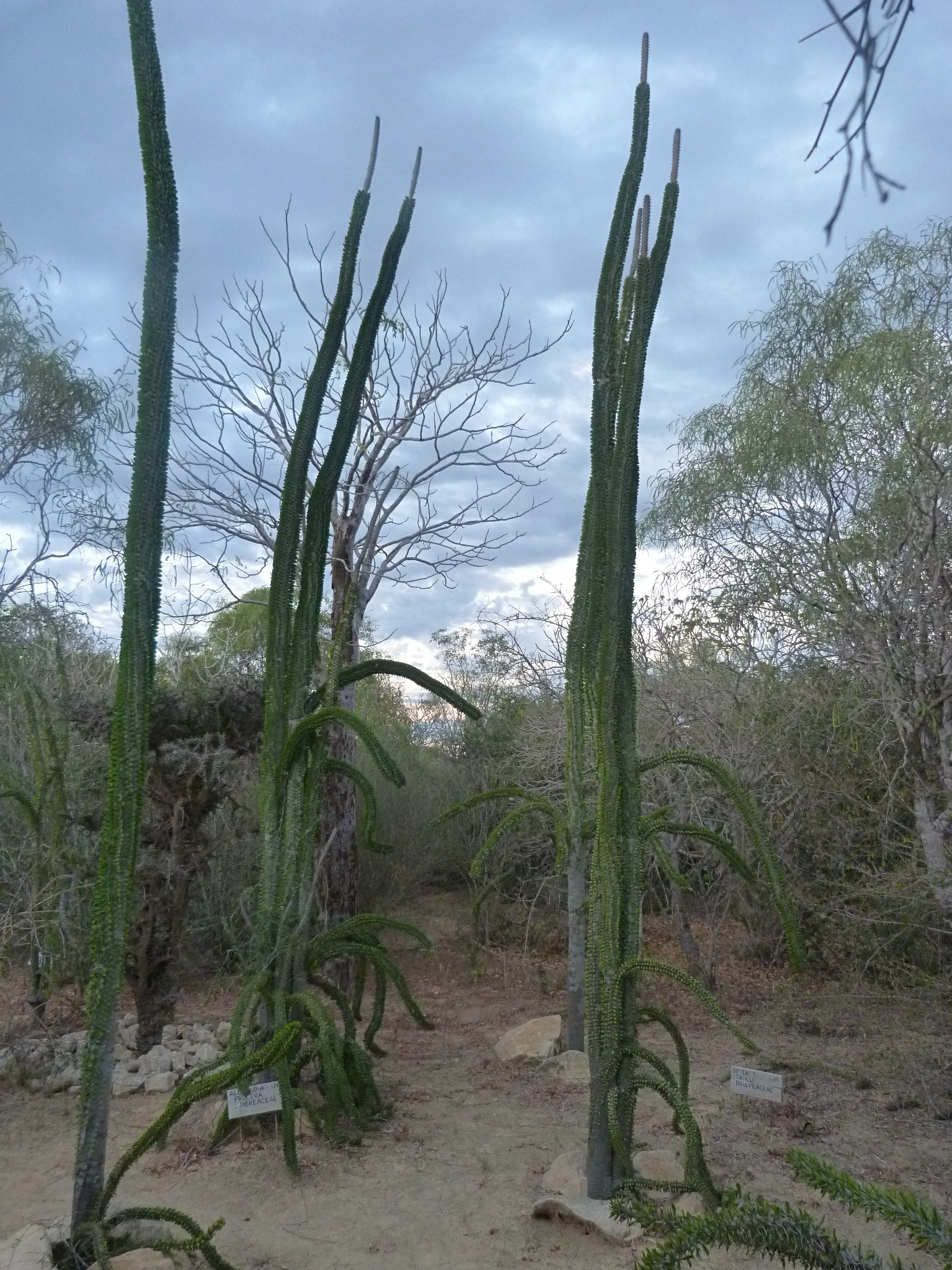
Didierea im Arboretum, 2012.

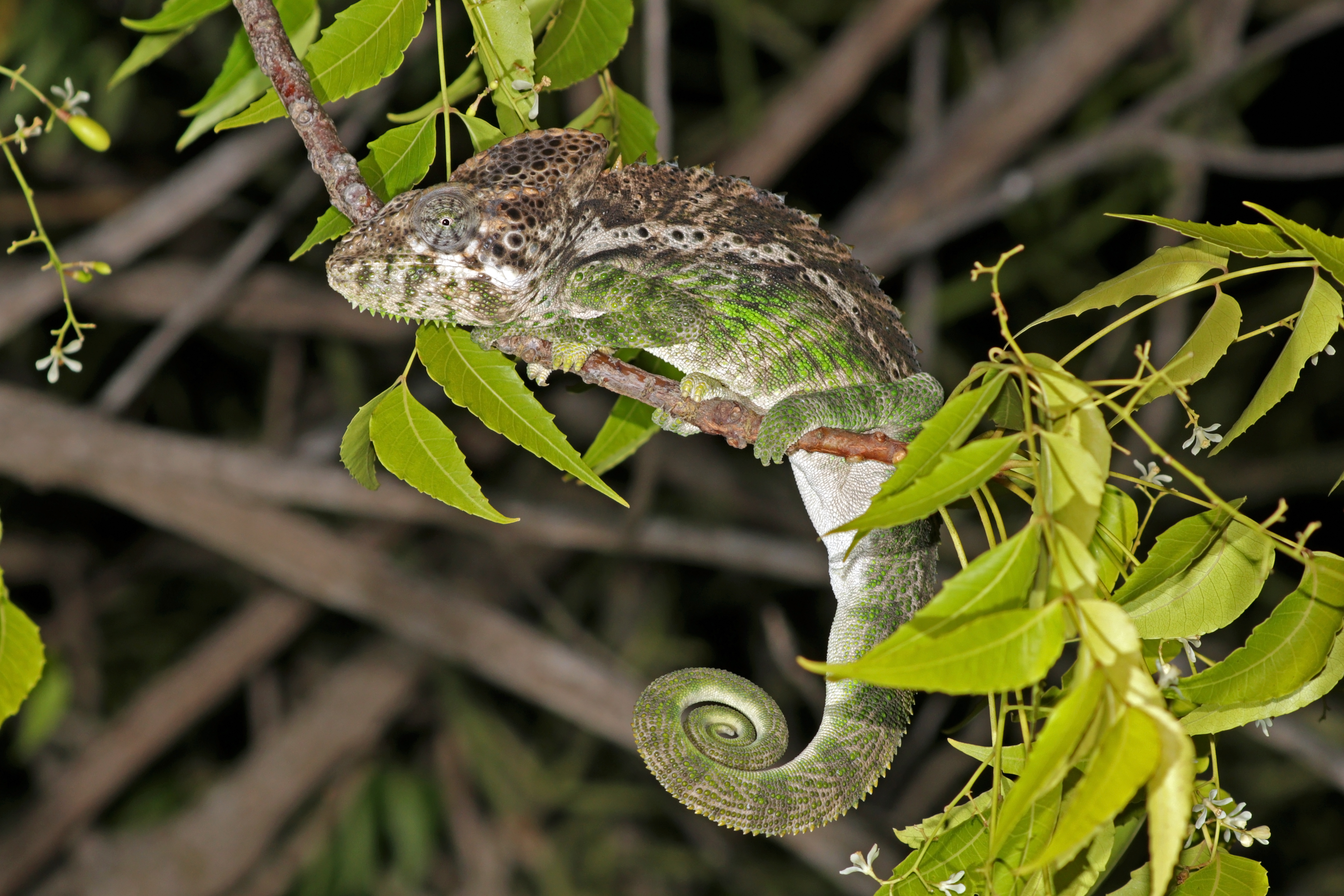
Warzenchamäleon (Furcifer verrucosus) im Arboretum, 2018.

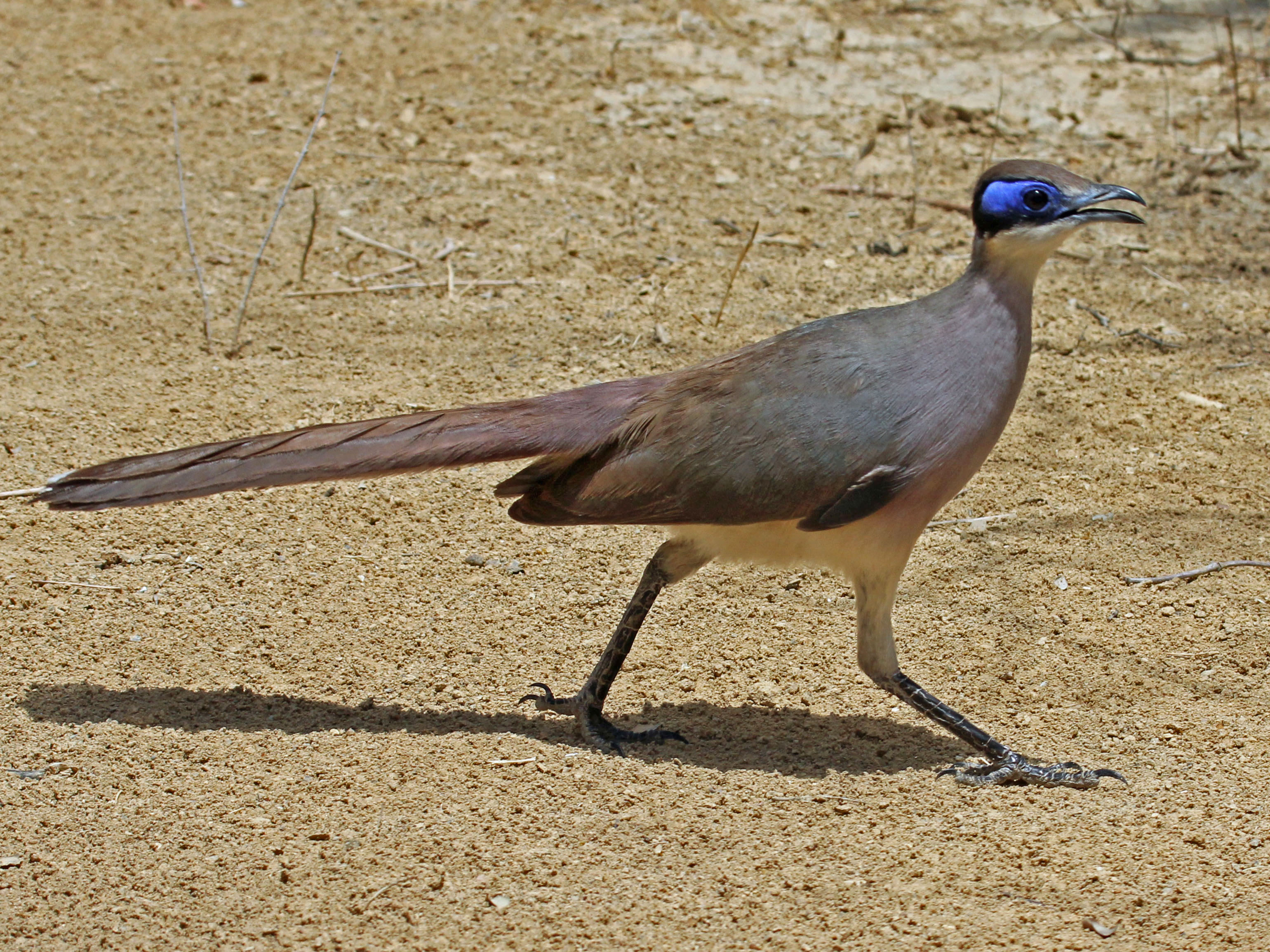
Weißkehl-Seidenkuckuck (Coua ruficeps) im Arboretum, 2013.

Das Arboretum befindet sich an der RN7, etwa 12 km südöstlich der Stadt und nur 6 km von Toliara Airport entfernt, sowie 2 km nördlich des Südlichen Wendekreis'. Es ist tagsüber geöffnet und nur im Februar geschlossen.
Das umliegende Gebiet in der Küstenebene von Ankilibe in der Provinz Toliara II ist ein natürlicher Madagascar Spiny Forest (Madagaskar-Dornwald), ein typisches Wüsten-Habitat und eine Ökoregion, die einzigartig für Madagaskar ist. Das Gelände hat eine Fläche von 40 ha. Der Untergrund besteht hauptsächlich aus Kalkstein und rötlichem Calcium-armem Sand. Die Region heißt „Antsokaha“, was in Malagassi „Kalk“ bedeutet. Zur Küste an der Straße von Mosambik sind es 3 km und in der Nähe liegt der kleine Berg La Table.
Das Arboretum gilt als Hauptattraktion in Toliara (Rough Guides).

## Einrichtungen
Das Arboretum verfügt über ein Informationszentrum mit einem kleinen Museum (mit Felsen, Fossilien und einem Elefantenvogel-Ei (Aepyornis)), einer Ausstellung von Musikinstrumenten und lokalen Kunsthandwerken, einen Laden und Restaurant, sowie ein Gästehaus Auberge de la Table. Geführte Touren werden auf Englisch durchgeführt.

## Flora und Fauna
Commiphora, Adansonia, Didierea madagascariensis, Kalanchoe, Pachypodium und Alluaudia procera sind die bekanntesten Pflanzen, die im Arboretum gepflegt werden.
Mausmakis (Microcebus) leben frei im Arboretum. Daneben kommen 34 Vogelarten und 25 Reptilienarten vor. Unter den Vögeln sind beispielsweise Weißkehl-Seidenkuckuck (Coua ruficeps), Madagaskarfalke (Falco newtoni) und der Bienenfresser Merops superciliosus. Das Arboretum ist an Schutzbemühungen um die Strahlenschildkröte beteiligt.

## Geschichte
Der Schweizer Botaniker und Naturschützer Herman Petignat gründete das Arboretum 1980.
Herman Petignat entdeckte zusammen mit Werner Rauh der zahlreiche Pflanzenarten. Dazu gehören Euphorbia spinicapsula, Euphorbia kamponii, Euphorbia suzannae-marnierae und Aloe ruffingiana. Ceropegia petignatii und Cynanchum petignatii wurden durch Rauh nach Petignat benannt.